# Kolonia Potok Wielki
Kolonia Potok Wielki – wieś sołecka w Polsce położona w województwie lubelskim, w powiecie janowskim, w gminie Potok Wielki.
W latach 1975–1998 miejscowość administracyjnie należała do województwa tarnobrzeskiego. Według Narodowego Spisu Powszechnego (III 2011 r.) liczyła 396 mieszkańców i była czwartą co do wielkości miejscowością gminy Potok Wielki.

## Historia
Najstarsza część wsi będąca dawniej częścią Woli Potockiej, sięga swymi korzeniami 1445 roku wchodząc w skład dóbr potockich często zmieniając swoich właścicieli. W XVII wieku należała do Sługockich, w XVIII w. Zamojskich, Karskich, potem Trzcińskich. W XIX wieku kolejno do Rozenwerthów, Michałowskich (herbu Jasieńczyk) i Lachmanów. Od nazwisk właścicieli pochodziły jej kolejne nazwy: Potok Rozenwerthów, Potok Lachman, Wola Lachman. W 1864 roku wieś zamieszkiwało 13 chłopów. Po uwłaszczeniu nastąpiła fala parcelacji rozbudowujących wieś o nowe kolonie. W 1872 roku sprzedano osadnikom galicyjskim i miejscowym włościanom niwę Sługowszczyzna. W latach dziewięćdziesiątych XIX wieku sprzedano część folwarku Lachman. W następnych dekadach rozparcelowano również inne majątki, których części potem weszły w skład Kolonii. W 1897 roku Potok Lachman, kolonię Potok Lachman i kolonię Sługowszyzna zamieszkiwały 282 osoby. Według pierwszego powszechnego spisu ludności z 1921 roku wieś liczyła 57 domów i 390 mieszkańców. W okresie międzywojennym dzięki inicjatywie władz gminnych zarzucono starą i przyjęto nową nazwę. Podczas walk frontowych w 1944 roku spaliło się 28 zabudowań.